# Naxos (ciudad)
Naxos (en griego: Νάξος), también conocida como Khora, es la capital de la isla de Naxos. Se encuentra en el archipiélago de las Cícladas y es la capital de la Unidad Periférica de Naxos. La ciudad cuenta con 6533 habitantes empadronados según el censo de 2001. La ciudad está situada al oeste de la isla, cerca de Paros. Era el centro de la cultura cicládica.

## Historia

### Naxos griega y bizantina
Durante los siglos VIII y VII a. C. Naxos dominó el comercio en las Cícladas. En el año 502 a. C. los habitantes de Naxos se rebelaron contra sus gobernantes persas. Esto dio pie a la revuelta jónica (499 a. C.), y después a las guerras médicas.

### Los duques de Naxos
Al final de la Cuarta Cruzada, con un emperador latino bajo la influencia de los venecianos establecido en Estambul, Marco I Sanudo conquistó la isla y el resto de las Cícladas, proclamándose Duque de Naxos. Hubo veintiún duques de dos dinastías hasta 1566, aunque el control veneciano de las islas griegas del Mar Egeo continuó hasta el 1714.

### Era otomana
La administración de la isla aún recaía sobre los venecianos. Los otomanos se conformaban con una parte de los impuestos. Pocos turcos se establecieron en la isla y por ello la influencia turca sobre la isla es casi nula. El yugo turco acabó en 1821, cuando Naxos se rebeló contra los turcos y se hizo miembro de Grecia en 1832.

## Islote de Palatia
En frente del puerto, hay un islote que hace de "puerta" de la isla al Egeo. En el tercer milenio a. C. existía un asentamiento cerca de la isla y se cree que el islote de Palatia era su acrópolis. Se conservan los cimientos del Templo de Cien Pies, que empezó a construirse en el 530 a. C. por Lígdamis, el tirano de Naxos, aunque nunca se llegó a terminar. La puerta está hecha de 4 mármol de más de seis metros de longitud y de más de 20 toneladas de peso. Para su colocación únicamente se utilizaron poleas y andamios.  El umbral de la puerta es más alto que el piso del templo y esto únicamente puede verse en el templo de Apolo Didimeo, en Mileto. La forma del templo es rectangular con vista a Delos. En el siglo VI a. C., Palatia hacía las veces de fortaleza de la ciudad. Gracias a ello en ella se instalaron allí los eritreos y los milesios en una de sus luchas contra Naxos. En los siglos V y VI d. C., se convirtió en una basílica cristiana. Muchos mármoles fueron transportados y construidos en Kastro, en la época de la Latinocracia. El desastre continuó también durante la dominación otomana.

## Grotta
La costa norte de Chora tomó su nombre de las cuevas que hay debajo de la colina de Aplómata. En Grotta se encontraba la ciudad micénica de Naxos, una de las más importantes del Egeo. Los edificios aún pueden verse dentro del mar. Se cree que la acrópolis de la época micénica podría estar en la colina de Kastro. Los grandes cementerios de esa época se encontraban en Aplomata y en Kamini.

## Burgos
Con la conquista y establecimiento de los latinos, la capital se trasladó a Naxos, en la parte que es hoy Meso Kastro. Al noroeste de Meso Kastro, se creó un asentamiento formado por burgueses latinos y griegos y por los habitantes de la isla que no se dedicaban a la agricultura.